# Fujicolor II
Yasasin depuis 2014
Le Velvia de Fujichrome est un trimaran de compétition mis à l'eau en 1990, pour le skipper Mike Birch. Plus connu depuis 1992 sous le nom de  Fujicolor II jusqu'en 1999, il s'est ensuite appelé Belgacom, puis Banque Covefi, Academy, Team Academy, HMI, et Yasasin depuis 2014.

## Histoire et évolution du bateau
Le voilier est construit en 1990 et mis à l'eau sous le nom de Velvia de Fujichrome.
En 1999, il est racheté par Patrick de Radiguès et Patrick Dewulf, 4,5 MF.
En 2001, il est racheté par Bertrand de Broc pour concourir sous le nom du mécène Banque Covefi.
Fin 2013, Ardic Gursel en prend possession pour concourir sous le nom de Yasasin.
En 1994 il tente de record de l'Atlantique, sans succès.
De nombreuses modifications sont apportées au cours de sa vie sportive :
- En 1992, l'installation d'un mât-aile inclinable est faite, et une simplification du plan de pont est menée. Il est allégé pour passer d'un déplacement de 6,5 t à 5,1 t.
- En 1993, des foils sont installés sur les flotteurs, et la voilure est augmentée : Grand voile 172 m2, foc 90 m2, gennaker 245 m2.
- A l'hiver 1997, les étraves des flotteurs sont affinées, le tangon de gennaker dispose d'un hook, la décoration est aussi revue.
- A l'hiver 1998, la dérive est rallongée de 50 cm, la cadène de trinquette avancée, et le mât devient inclinable de 12° au vent.
- En 2002, à la suite d'un démâtage, le mât est remplacé par celui raccourci de Eure-et-Loir - Lorenove de Francis Joyon.

## Palmarès
Sous le nom de Velvia de Fujichrome(skipper : Mike Birch)
- 1990 :
  - 4e :  Route du Rhum en 14 j 21 h 47 min

Sous le nom de Fujicolor II(skipper : Mike Birch)
- 1991 :
  - 1er :  Trophée des Multicoques
  - 3e :  Multicup, La Ciotat-St Tropez-La Ciotat
  - 2e :  Open UAP
  - 2e :  La Baule-Dakar en 13 j 10 h, à 1 j 11 h.

Sous le nom de Fujicolor II(skipper : Loïck Peyron)
- 1992 :
  - 1er :  C-Star en 11 j 1 h 35 min
  - Non classé :  Quebec-St Malo Démâtage
- 1993 :
  - 1er :  Trophée des Multicoques
  - 1er :  Open UAP équipage : F. Proffit, M. Guillemot, R. Jourdain, F. Dahirel, F. Brillant.
- 1994 :
  - 1er :  Trophée des Multicoques (skipper : Loïck Peyron)
  - 2e :  Twostar en 9 j 10 h, équipier : Franck Proffit, Loïc Peyron
  - 3e :  GP de Brest
  - Non classé :  Route du Rhum (mat cassé)
- 1995 :
  - 1er :  Open UAP Loïc Peyron, Équipage : Yves Pajot, Franck Proffit, J. Baptiste Le Vaillant, Thierry Brault, Bernard Pointet...
  - 1er :  GP Estuaire
  - 1er :  GP de Fécamp
  - Non classé :  Transat Jacques-Vabre Équipier : Franck Proffit
- 1996 :
  - 2e :  GP de Brest
  - 1er :  GP de Fécamp
  - 1er :  Europe 1-STAR en 10 j 10 h 5 min. Loïck Peyron
  - 1er :  Quebec-St Malo en 7 j 20 h 24 min.
  - 1er :  GP de La Trinité
  - 1er :  Championnat ORMA 96
- 1997 :
  - 1er :  GP de Fécamp
  - 1er :  Tour Europe (Loïck Peyron)
  - 2e :  Fastnet
  - 1er :  GP de Royan
  - 3e :  Transat Jacques-Vabre en 15 j 16 h 45 min, Équipier : Franck Proffit
- 1998 :
  - 1er :  Course des phares Loïck Peyron
  - 1er :  Classement général ORMA 1998
  - 5e :  Route du Rhum en 13 j 2 h
- 1999 :
  - 3e :  Tour de l'Europe Loïck Peyron
  - 1er :  Fastnet
  - 1er :  GP Vendée
  - 1er :  GP de Marseille
  - 2e :  GP de Fécamp
  - 1er :  Transat Jacques-Vabre Équipier : Franck Proffit

Sous le nom de Belgacom 20
- 2000 :
  - 3e :  GP de La Trinité : J. Luc Nélias
  - 4e :  E1Star
  - 5e :  Quebec-St Malo
  - 3e :  GP de Fécamp
  - 4e :  GP de Royan Équipage: Dewulf, De Radigués, Péponnet, Gouniot, Lasségue, Le Huérou, Pointét, Brousse.
  - 4e :  Classement général ORMA 2000 avec 29pts
- 2001 :
  - 2e :  Cherbourg -Taragone (skipper: J. Luc Nélias)
  - 3e :  GP Cap d'Agde
  - 4e :  GP de Calgari
  - 4e :  GP de Fécamp

Sous le nom de Banque Covefi(skipper Bertrand de Broc)
- 2001 :
  - 4e :  GP de Belgique
  - Non classé :  Transat Jacques Vabre Équipiers : Pascal Bidégorry, Bertrand de Broc
- 2002 :
  - 8e :  GP de Lorient Skipper : Bertrand de Broc
  - 3e :  Course des phares en 9 j 22 h
  - 7e :  GP Belgique
  - 7e :  GP Fécamp
  - Non Classé : Route du Rhum
- 2003 :
  - 9e :  GP de Lorient Skipper : Steve Ravussin
  - 7e :  Ch. Mondial Assistance, Cherbourg-Remini en 10 j 9 h 52 min à une moyenne de 12,37 nœuds.
  - 6e :  GP de Calgari
  - 9e :  GP de Marseille

Sous le nom d’Academy
- 2004 :
  - 5e :  Helsinski City Race Skipper : Knut Frostad
  - 1er :  Gotland Tour Race en 26 h 29 min 50 s à 13,7 nœuds.
  - 1er :  OOPS Tour

Sous le nom de Team Academy
- 2005 :
  - 4e :  Helsinki City Race Knut Frostad
  - 2e :  Stockholm City Race
  - 1er :  Gothenburg City Race
  - Xe :  Union Offshore Race
  - Xe :  Oslo City Race
  - 1er :  Faerder Race
  - 4e :  Själland Runt en 15 h 00, à 1 h 40 min.
  - 1er :  Copenhagen City Race
  - 1er :  Gotland Runt
  - 3e :  Double Handed Race en 17 h 51 min, éq : Espen Guttornsen
  - Xe :  Sopot City Race
  - Xe :  St Petersburg Offshore Race
  - Xe :  St Petersburg City Race
  - 2e :  OOPS Tour